# ویلیام توماس کانسیلمن
ویلیام توماس کانسیلمن (انگلیسی: William Thomas Councilman؛ ‏ ۱ ژانویهٔ ۱۸۵۴ – ۲۶ مهٔ ۱۹۳۳) آسیب‌شناس اهل ایالات متحده آمریکا بود که به سبب کار بر روی آمیبیاز و توصیف اجسام کانسیلمن شناخته می‌شود. وی فارغ‌التحصیل دانشگاه مریلند، بالتیمور در سال ۱۸۷۸ و عضو فرهنگستان هنر و علوم آمریکا، آکادمی ملی علوم و انجمن فیلسوفان آمریکا بود. وی همچنین یک باغبان ماهر بود.